# Jurisdiktion (Kirche)
Die kirchliche Jurisdiktion oder Jurisdiktion in geistlichen Angelegenheiten ist die Rechts- und Verwaltungshoheit eines Ordinarius in seiner Partikularkirche (Jurisdiktionsgebiet). Der Codex Juris Canonici verwendet anstelle des früheren Ausdrucks Jurisdiktionsgewalt regelmäßig den Begriff Leitungsgewalt und unterteilt diese in die gesetzgebende, ausführende und richterliche Gewalt. Von der Jurisdiktionsgewalt ist die Weihegewalt des Bischofs zu unterscheiden. Beide Gewalten können unabhängig voneinander bestehen, auch wenn sie sich im Regelfall gegenseitig bedingen. Die vom Klerus ausgeübten Weihe- und Leitungsbefugnis wird oft als Kirchengewalt (lateinisch potestas sacra) bezeichnet.

## Jurisdiktion
In den vorreformatorischen Kirchen übt jeder Vorsteher (Papst, Diözesanbischof, Patriarch) einer Diözese die unmittelbare Jurisdiktion über seine (Teil-)Kirche aus. Er hat die alleinige Leitungsgewalt inne. Man unterscheidet dem Grade nach die Jurisdiktion eines Diözesanbischofs und die patriarchale Jurisdiktion eines Patriarchen.

## Patriarchale Jurisdiktion
Die patriarchale Jurisdiktion leitet sich her von den fünf altkirchlichen Patriarchaten (Rom, Konstantinopel, Antiochien, Alexandria, Jerusalem), die gemeinsam die damalige Weltkirche bildeten, wobei jeder Patriarch in seinem Patriarchat die alleinige Rechts-, Verwaltungs- und Lehrhoheit innehatte. Ein Patriarch steht an der Spitze der Hierarchie seiner Kirche; es gibt daher keine Hierarchie unter Patriarchen, kein Patriarch steht über einem anderen Patriarchen. Ausgenommen davon sind protokollarische Ehrenvorränge.
Patriarchen in diesem Sinne sind auch Ordinarien mit kirchlichem Titel Katholikos, den sie statt oder zusätzlich zum Patriarchentitel tragen.
Ein Patriarch kann traditionell in seinem Gebiet patriarchale Synoden abhalten, Bischöfe und andere Ordinarien ernennen, Bistümer und Bistumsgrenzen festlegen, Kirchengesetze aufstellen und Kirchenrecht auslegen.
Von den eigentlichen Patriarchen mit Jurisdiktion sind die Titular-Patriarchen ohne Jurisdiktion zu unterscheiden.

### Römisch-katholische Kirche
Die Jurisdiktion des Papstes wurde im Ersten Vatikanischen Konzil 1870 festgelegt, indem der Papstprimat als höchste innerkirchliche Rechtsgewalt (Jurisdiktionsprimat) – neben der höchsten Lehrvollmacht – im Dogma definiert wurde. Es fand Niederschlag im Kanon § 1399 und löste den Bismarckschen Kulturkampf aus. Alle Patriarchen, Bischöfe und Gläubige waren und sind gemäß dem Dogma dem Jurisdiktionsprimat des Papstes als Leiter der Weltkirche unterworfen. Das Zweite Vatikanische Konzil bestätigte in seiner dogmatischen Konstitution Lumen gentium über die Kirche diesen Vorrang: „Der Bischof von Rom hat nämlich kraft seines Amtes als Stellvertreter Christi und Hirt der ganzen Kirche volle, höchste und universale Gewalt über die Kirche und kann sie immer frei ausüben.“ Das Bischofskollegium ist jedoch gemeinsam mit dem Papst „und niemals ohne dieses Haupt gleichfalls Träger der höchsten und vollen Gewalt über die ganze Kirche“; diese Gewalt kann jedoch nur unter Zustimmung des Papstes ausgeübt werden.(Lumen gentium Nr. 22)
Heute gibt es neben dem altkirchlichen Patriarchat von Rom mit dem Papst als Patriarchen der Westkirche („Patriarch des Abendlandes“, „Patriarch des Okzidents“ – dieser Titel wird allerdings seit Papst Benedikt XVI. nicht mehr offiziell geführt) das Lateinische Patriarchat von Jerusalem (Jurisdiktion über Palästina und Zypern) sowie die sechs Patriarchate der mit Rom unierten Ostkirchen (Jurisdiktion über die Gläubigen des jeweiligen Ritus). Alle anderen Patriarchate oder Patriarchen sind titular. Das Griechisch-melkitische Patriarchat gliedert sich auf in drei Patriarchalsitze, die anderen haben jeweils nur einen Sitz.
Die hoheitliche Gewalt des Papstes über die gesamte Weltkirche kann nicht durch den Patriarchentitel ausgedrückt werden (s. o.); diese Funktion wird erkennbar durch den Titel Stellvertreter Christi (lat. vicarius christi).
Die patriarchale Jurisdiktionsgewalt ist mit den einzelnen patriarchalen Teilkirchen unterschiedlich geregelt. Ein Patriarch benötigt teilweise die Bestätigung seiner Rechtshandlungen durch den Papst.